# أوبرا ميتروبوليتان

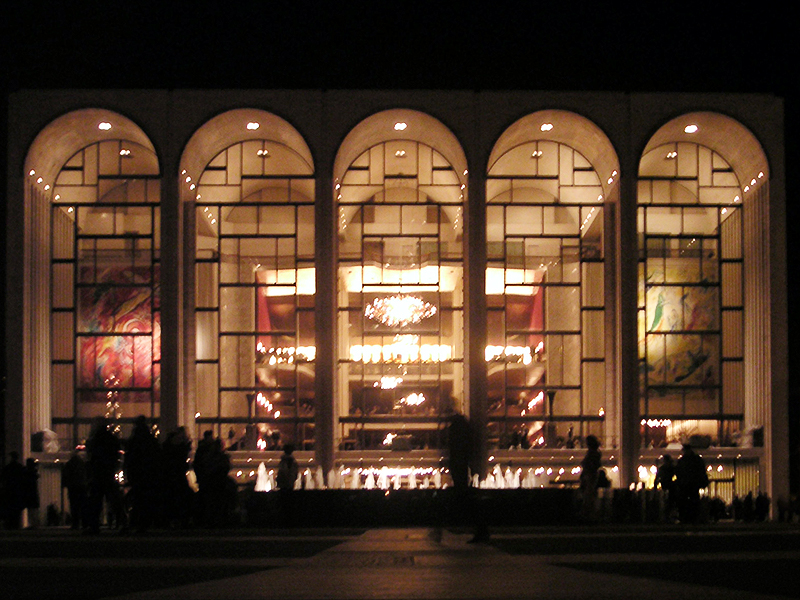
واجهة الدار.

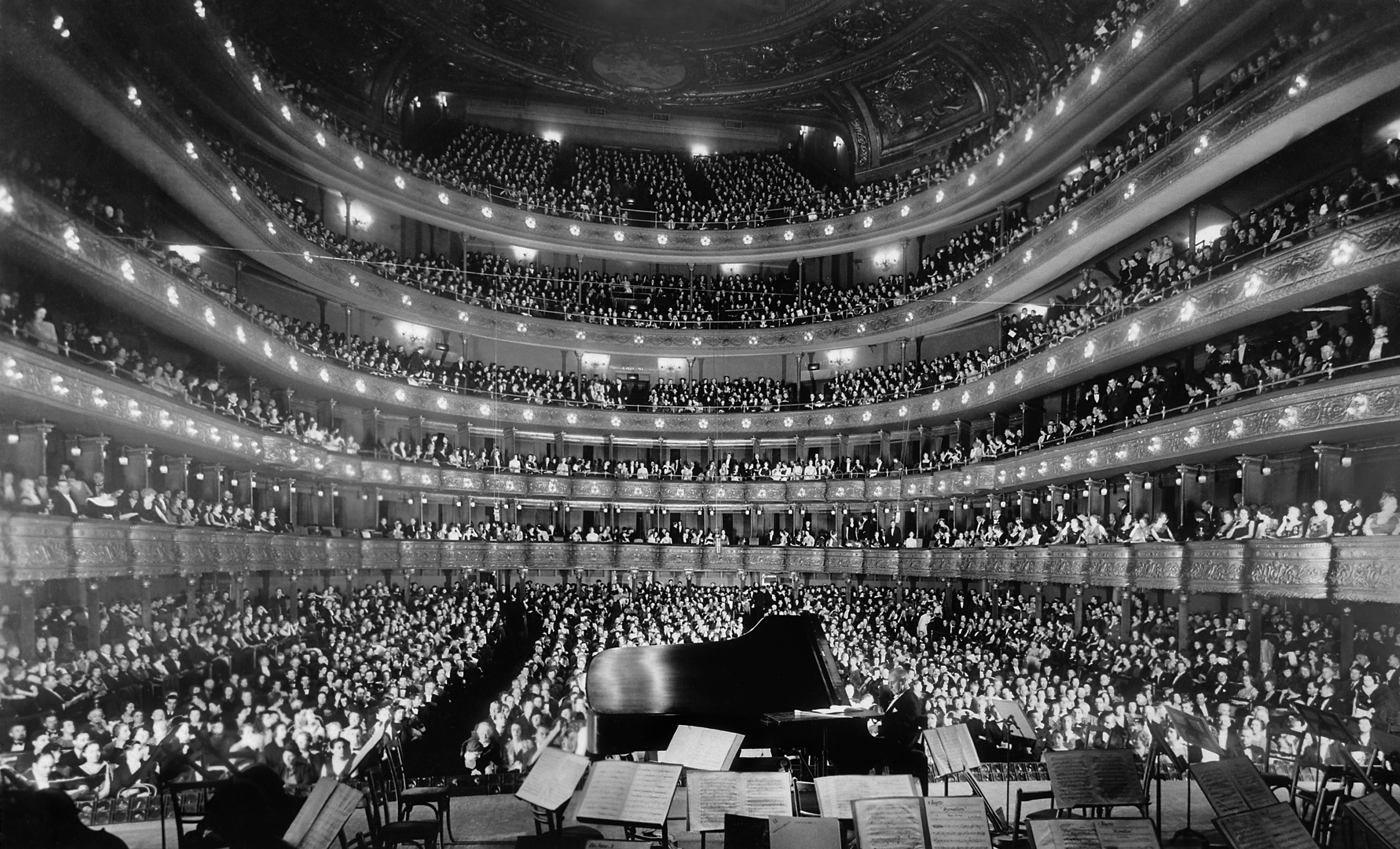
الدار القديمة ملئية بالحضور أثناء حفل لعازف البيانو جوزيف هوفمان في 28 نوفمبر 1937.

أوبرا ميتروبوليتان (بالإنجليزية: Metropolitan Opera) بنيويورك هي دار للأوبرا تقع في مركز لينكون (Lincoln Center) في مانهاتن.

## تاريخ
تم تدشين البناية الأولى التي وضع تصورها ج. كلافلاند كادي (J. Cleaveland Cady) في 23 أكتوبر 1883 وتقع في برودواي بين الشارعين التاسع والثلاثين والخامس والأربعين، وقد أتى عليها حريق عام 1892 ثم تم ترميمها وبقيت تستخد حتى عام 1966، لتهدم تماما في العام الموالي، في حين تم تدشين دار أوبرا ميتروبوليتان يوم 16 سبتمبر 1966 بمركز لينكون وقد تم ذلك التدشين بعرض أنطوان وكليوبترا لصأمويل بربار. وتتسع قاعتها إلى 4000 متفرج، ويعتبر ستارها المنسوج من الحرير أكبر ستار في العالم.
عرفت دار الأوبرا تلك ببثها الإذاعي المباشر منذ 25 ديسمبر 1931 بعرض هنسل وغريتل (Hansel et Gretel) لإنجلبرت همبردنك  (Engelbert Humperdinck)، وكانت شركة تكساكو تقوم بإعادة بث عروض مساء السبت واستمرت على ذلك إلى عام 2004. وقد وجدت أوبرا متروبوليتان شركاء آخرين بعد ذلك. ومنذ ديسمبر 2006 أصبحت عروضها تبث على القمر الصناعي في دور السينما وعلى الإنترنت.

## وصلات خارجية
- أوبرا ميتروبوليتان على موقع الموسوعة البريطانية (الإنجليزية)
- أوبرا ميتروبوليتان على موقع ميوزك برينز (الإنجليزية)
- أوبرا ميتروبوليتان على موقع ديسكوغز (الإنجليزية)
- (بالإنجليزية) موقع أوبرا ميتروبوليتان